# Генеральный интернет-корпус русского языка
Генера́льный интерне́т-ко́рпус ру́сского языка́ (ГИКРЯ) — доступный для поиска электронный онлайновый корпус русских текстов из сети интернет. Открыт в 2013 году. Корпус включает в себя текстовые материалы из блогосферы, социальных сетей, с крупнейших новостных ресурсов и из литературных журналов.

## Цели проекта
Проект имеет статус учебно-научного, и многие задачи компьютерной лингвистики решаются независимыми исследователями и научными группами на материале, полученном ГИКРЯ.
В то время как другие корпусные проекты фокусируют свое внимание на художественной литературе и отредактированных текстах, Генеральный интернет-корпус предоставляет российским лингвистам своевременную возможность изучать язык как он есть, со всеми региональными и сленговыми особенностями.
Корпус дает возможность производить:
- Лингвистические исследования широкого спектра: диалектологические исследования, изучение дистрибуции слов, изучение языка социальных сетей, изучение влияния гендерных, возрастных и других факторов на язык, частотности слов, устойчивых выражений и различных конструкций, стилистических особенностей текстов разных сегментов интернета и так далее;
- Анализ соцсетей;
- Машинное обучение на базе корпуса[2], улучшение алгоритмов автоматической разметки.

В разное время НИР и самостоятельные исследования на материале проекта вели студенты, аспиранты и сотрудники МГУ, МФТИ, РГГУ, НГУ, НИУ ВШЭ, ИЯ РАН, ЮФУ, ЧГУ, ВГПУ, ИСАА МГУ.
Научные руководители проекта:
- Беликов В. И.— МГУ, РГГУ, Москва, Россия;
- Селегей В. П. — РГГУ; МФТИ; ABBYY, Москва, Россия;
- Шаров С. А. — РГГУ, Москва, Россия; University of Leeds, Великобритания[3].

В создании и поддержке проекта участвовали:
- Российский государственный гуманитарный университет;
- ABBYY;
- Московский физико-технический институт (государственный университет);
- Университет «СколТех».

## Объём и состав корпуса
Объём корпуса на лето 2016 года составляет 19,8 миллиарда словоупотреблений, из них 49 % приходится на «Вконтакте», 40 % — на Живой Журнал, еще по 4 % — на Блоги@Mail.ru и Новости, и 2 % — на Журнальный зал. В сегменте Новостей собраны материалы из источников: РИА Новости, Regnum, Lenta.ru, Росбалт. Тексты снабжены метаразметкой (по дате создания текста, полу, месту и году рождения автора, интернет-жанру и так далее); все тексты снабжены автоматической морфологической разметкой и лемматизированы. Большую часть текстов создают записи за 2013—2014 годы, хотя на некоторых сегментах, например, в Журнальном зале, собраны тексты начиная с 1994 года.
| Подкорпус                                                    | Слов, млн | Текстов     |
| Блоги@Mail.ru                                                | 707       | 9 882 120   |
| ВКонтакте                                                    | 9820      | 193 770 717 |
| Живой Журнал                                                 | 8110      | 73 229 158  |
| Журнальный зал                                               | 313       | 56 547      |
| Новостной подкорпус (РИА Новости, Regnum, Lenta.ru, Росбалт) | 851       | 2 964 897   |
| Весь корпус                                                  | 19 801    | 279 903 439 |

ГИКРЯ является одним из немногих мегакорпусов, достигающих объемом нескольких миллиардов слов.
| Корпус                                             | Языки | Доступ                                                                        | Сайт                                                               | Объем                | Возможности |
| -------------------------------------------------- | --- | ----------------------------------------------------------------------------- | ------------------------------------------------------------------ | -------------------- | --- |
| COW: Free, Large Web Corpora in European Languages | Английский, французский, немецкий, испанский, шведский, нидерландский                                                                                      | бесплатно, после регистрации, возможен ознакомительный доступ без регистрации | https://web.archive.org/web/20160221212019/https://webcorpora.org/ | порядка 30 млрд слов | формат KWIC, морфоразметка, поиск по CQP, разметка и поиск по дате, URL, стране, городу и т. д. |
| Sketch Engine                                      | английский, французский, немецкий, итальянский, арабский, русский, испанский, португальский, корейский, японский, китайский; больше языков доступны платно | платно, после регистрации, возможен ознакомительный доступ                    | https://www.sketchengine.co.uk/                                    | 86 млрд слов         | конкордансы, скетч-грамматика, тезаурусы, KWIC, морфоразметка, поиск по CQP |
| Aranea Corpora                                     | английский, русский, финский, французский, немецкий, венгерский, испанский, итальянский, голландский, польский, словацкий                                  | бесплатно, после регистрации, возможен ознакомительный доступ без регистрации | http://sketch.juls.savba.sk/aranea_about/                          | около 14 млрд слов   | noSketch Engine, конкордансы, скетч-грамматика, KWIC, морфоразметка, поиск по CQP, сравнение результатов запросов на разных языках                                                                    |
| ГИКРЯ Генеральный интернет-корпус русского языка   | русский | бесплатно, регистрация по запросу                                             | http://www.webcorpora.ru/                                          | 20 млрд слов         | формат KWIC, морфоразметка, конкордансы, поиск по CQP, разметка и поиск по дате, стране, городу, сегменту рунета, полу, году и месту рождения автора, пересылка результатов пользователями друг другу |
| CORPUS OF GLOBAL WEB-BASED ENGLISH (GloWbE)        | английский, спецификация 20 стран мира | без регистрации                                                               | http://corpus.byu.edu/glowbe/                                      | 1,9 млрд слов        | KWIC, конкордансы, коллокаты, сравнение результатов по диалектам, CQP, можно скачать весь корпус целиком                                                                                              |

## Доступ
В настоящее время интерфейс корпуса находится в стадии бета-тестирования, поэтому доступ к поиску по корпусу предоставляется и является бесплатным, однако предоставляется по заявке.